# Kang Eun-kyung
Kang Eun-kyung es una guionista surcoreana. Es más conocida por escribir el drama Pan, amor y sueños, que alcanzó índices de audiencia de 50,8% en 2010.

## Filmografía
- People at Incheon Airport (SBS, 2018)
- Dr. Romantic (SBS, 2016)
- What's With This Family (KBS2, 2014)
- Gu Family Book (MBC, 2013)[4]
- Glory Jane (KBS2, 2011)[5]
- King of Baking, Kim Takgu (KBS2, 2010)
- Formidable Rivals (KBS2, 2008)
- Bichunmoo (GDTV, 2006 / SBS, 2008)
- Dal-ja's Spring (KBS2, 2007)
- Hello God (KBS2, 2006)
- Oh Feel Young (KBS2, 2004)
- Good Person (MBC, 2003)
- Glass Slippers (SBS, 2002)
- Hotelier (MBC, 2001)
- Third Coincidence (MBC, 2001)
- Ghost (SBS, 1999)
- Sunday Best "Eun Bi-ryung" (KBS2, 1999)
- White Nights 3.98 (SBS, 1998)

## Premios
- 2014 KBS Drama Awards: Mejor Escritor (¿Qué pasa Con Esta Familia)
- 2011  2nd Seoul Arts and Culture Awards: Mejor Escritora  de dramas(Rey de Hornear, Kim Takgu)[6]
- 2010 KBS Drama Awards: Mejor Escritora (Rey de Hornear, Kim Takgu)[7]
- 2010 Korea Content Awards:Premio del Primer Ministro en el Campo de la Radiodifusión (Rey de Hornear, Kim Takgu)
- 2010 Korean TV and Radio Writers Association: Mejor Escritora (Rey de Hornear, Kim Takgu)
- 2010 3rd Korea Drama Awards: Mejor Escritora (Rey de Hornear, Kim Takgu)